# 天主教馬爾多納多-埃斯特角城-米納斯教區
天主教馬爾多納多-埃斯特角城-米納斯教區（西班牙語：Diócesis de Maldonado-Punta del Este-Mina）是烏拉圭一個羅馬天主教教區，屬蒙得維的亞總教區。
馬爾多納多-埃斯特角城教區於1966年1月10日成立，管轄馬爾多納多省和羅恰省的一部份，2004年時有教友160,000人（佔轄區總人88.9%）、十五個堂區和十四名司鐸。
馬爾多納多-埃斯特角城教區與米納斯教區於2020年3月2日合併為「馬爾多納多-埃斯特角城-米納斯教區」。現任教區主教為米爾通·類斯·特羅科利-塞貝迪奧，馬爾多納多-埃斯特角城教區榮休主教為盧道·伯多祿·維爾茨-克拉埃梅。